# Paul Gauckler
Paul Frédéric Gauckler (* 6. Dezember 1866 in Colmar; † 6. Dezember 1911 in Rom) war ein französischer Klassischer Archäologe und einer der Archäologiepioniere in Tunesien.

## Leben
Gaucklers Vater, Philippe Gaspard (1826–1905), stammte gebürtig aus Wissembourg und war ein bekannter Tiefbauingenieur. Im Jahr 1872 zog die Familie nach Épinal. Seinen bereits in jungen Jahren gesundheitlich angeschlagenen Sohn erzog der Vater sehr autoritär. 1882 beendete er den Besuch einer Oberschule in Nancy. Trotz anderer beruflicher Neigungen wurde Gauckler von seinem Vater gezwungen, Naturwissenschaften zu studieren. Im Oktober 1882 wurde er am Lycée Louis-le-Grand in Paris aufgenommen und machte dort 1883 einen naturwissenschaftlichen Abschluss. Anschließend besuchte Gauckler den geisteswissenschaftlichen Zweig und wurde 1884 der lokale Gewinner des landesweiten Hochschulwettbewerbs am Lycée Louis-le-Grand. 
Aufgrund einer chronischen Bronchienerkrankung überwinterte Gauckler aus therapeutischen Gründen 1884/85 erstmals in Algier, Algerien. Während dieses Aufenthalts offenbarte sich ihm seine eigentliche Berufung für Geschichte und Archäologie und er begann ein Studium an der Ecole supérieure des Lettres d’Alger, eine Vorläuferinstitution der Universität Algier. Dort motivierte ihn insbesondere der Archäologe Paul Monceaux (1859–1941) während seiner Kurse zu archäologischen Studien. 
Seit November 1884 besuchte er wieder das Lycée Louis-le-Grand und begann als Eléve ab 1886 ein Studium der Geschichte und Geographie an der École normale supérieure in Paris. Dort wurde er von dem Geographen Paul Vidal de la Blache (1845–1918) stark beeinflusst. Gauckler schloss dieses Studium 1889 mit der Agrégation für Geschichte und Geographie erfolgreich ab.
Auf Vermittlung des Archäologen Georges Perrot (1832–1914) kehrte er im Auftrag des französischen Erziehungsministeriums 1890 nach Algerien zurück. Gauckler wurde für den Service des Archives, Bibliothèques et Musées d’Algérie tätig und verfasste die Kataloge der Museen von Constantine und Cherchell. Nahe der algerischen Stadt Philippeville, heute Skikda, grub er eine Nekropole der antiken Stadt Thapsus aus. Nach seiner Zeit an den algerischen Museen wurde Gauckler 1892 zum Chefinspektor des Amtes für tunesische Altertümer und Kunstobjekte, des heutigen Institut national du patrimoine berufen und war ab 1896 als Nachfolger von René du Coudray de La Blanchère dessen Direktor. Im Jahr 1897 veröffentlichte er mit La Blanchère den ersten Katalog zum Inventar des Museums Alaoui in Tunis, heute das Nationalmuseum von Bardo; ein Ergänzungsband folgte 1910. 1902 legte er mit Mitarbeitern für das archäologische Museum von Sousse ebenfalls eine erste Inventarisierung vor. Der Posten als Chef der Antikenverwaltung blieb für Gauckler trotz aller Erfolge konfliktbeladen. In einer Zeit, in der noch häufig amateurhafte Archäologie betrieben wurde, der keine Grenzen gesetzt werden konnten, stand er mit seinen hohen Ansprüchen und trotz seiner Position vielfach im Abseits. Bei seinem Beharren auf das Primat der staatlichen Denkmalpflege waren die Auseinandersetzungen mit dem Missionar und Amateurarchäologen Alfred Louis Delattre (1850–1932) besonders herausstechend. Der Beichtvater des bereits seit 1875 in Algerien lebenden Priesters war der damalige Erzbischof von Algier, Charles Martial Lavigerie (1825–1892). In dessen Auftrag grub und sammelte Delattre in Karthago und Umgebung nach christlichen Hinterlassenschaften und brachte sie in das von seinem Orden neugeschaffene, nach dem Heiligen Ludwig benannte Museum auf dem antiken Burghügel von Byrsa, heute das Archäologische Nationalmuseum von Karthago.  Neben Lavigerie war es auch der französische Militärarzt Louis Carton (1861–1924), der Gauckler zu schaffen machte. Carton betätigte sich in seiner Freizeit ebenfalls als Hobbyarchäologe und wurde insbesondere durch Ausgrabungen in Dougga bekannt. Als Gerüchte über eine Homosexualität Gaucklers öffentlich wurden, war er den Angriffen der tunesischen Presse ausgeliefert. Am 10. Oktober 1905 trat er infolge seiner gesellschaftlichen Demontage und einer schweren Herzkrankheit von seinem Posten als Chefinspektor zurück.
Ab 1907 war er erneut im Auftrag des französischen Bildungsministeriums unterwegs. Von Paris aus wurde er nach Rom entsandt. Als Mitglied der Académie de France à Rome leitete er Anfang 1907 die Ausgrabung des Heiligtums der syrischen Götter auf dem Gianicolo. Aufgrund anhaltender Leiden wählte Gauckler 1911 den Freitod.

## Leistungen
Während Gaucklers Tätigkeit in Tunesien galt sein Interesse besonders den Ausgrabungen und Forschungen in Karthago. Daneben war er beispielsweise auch in Dougga, Gigthis und Bulla Regia aktiv und forschte intensiv in den punischen Nekropolen, Medenine, Sousse, Thugga, Uppenna und Uthina (Oudna). Insbesondere das Nationalmuseum von Bardo profitierte von seinen Forschungen, denn es erhielt über 90 römische Mosaikfußböden. Außerdem organisierte er dort eine neue Abteilung für islamische Kunst. Gauckler widmete einen maßgeblichen Teil seiner Arbeit der Erforschung der antiken Wasserwirtschaft Tunesiens. Bedeutend sind auch seine Erkenntnisse zu den römischen Mosaiken und zu den frühchristlichen Kirchen Tunesiens. Viele seiner Untersuchungen waren nur durch die Mithilfe der französischen Armee und ihrer Offiziere, darunter Georges Louis Gombeaud, möglich. Insbesondere die archäologischen Expeditionen und Ausgrabungen bis an den Rand der Sahara, die sich dem Limes Tripolitanus widmeten, konnte in den gesetzten Zeitrahmen und Umfängen logistisch und kalkulierbar nur das Militär bewältigen.
Sein Privatarchiv gelangte über den Archäologen Louis Poinssot (1879–1967) an das Institut national d’histoire de l’art (Nationales Institut für Kunstgeschichte) in Paris.

## Mitgliedschaften
Paul Gauckler war korrespondierendes Mitglied der Société nationale des antiquaires de France (1895), des Comité des travaux historiques et scientifiques (1895), der Académie des Inscriptions et Belles-Lettres (1899) sowie des Österreichischen Archäologischen Instituts, ferner ordentliches Mitglied des Deutschen Archäologischen Instituts (1902).
Neben vielen anderen Auszeichnungen war Gauckler Träger mehrerer Orden. So des Ordre des Palmes Académiques (1892 Offizier), des Nischan el Iftikhar (1895 Kommandeur, 1899 Großoffizier) sowie des Ordre du Mérite agricole (1895). 1901 wurde er zum Ritter der Ehrenlegion ernannt.

## Veröffentlichungen (Auswahl)
- mit Georges Doublet: Musée de Constantine (= Musées et collections archéologiques de l’Algérie et de la Tunisie Band 2). Ernest Leroux, Paris 1892.
- Musee de Cherchel. (= Musées et collections archéologiques de l’Algérie et de la Tunisie Band 4). Ernest Leroux, Paris 1895.
- Guide du visiteur au musée du Bardo. Extrait de la Revue Tunisienne, organe de l’Institut de Carthage. Tunis 1896.
- L’archéologie de la Tunisie. Berger-Levrault, Paris/Nancy 1896.
- Le domaine des Laberii à Uthina. In: Monuments et mémoires publiés par l’Académie des Inscriptions et Belles-Lettres. Band 3, Ernest Leroux, Paris 1896, S. 177–229.
- mit René Du Coudray La Blanchère: Catalogue du Musée Alaoui (= Musées et collections archéologiques de l’Algerie et de la Tunisie Bd. 7). Ernest Leroux, Paris 1897.
- Enquêtes sur les installations hydrauliques romaines en Tunisie. 2 Bände in 9 Lieferungen. Direction des antiquités et beaux-arts. Tunis 1897–1912.
- mit René Cagnat: Les temples païens (= Les monuments historiques de la Tunisie Band 1). Ernest Leroux, Paris 1898 (Digitalisat).
- mit Henri Saladin: La mosquée de Sidi Okba à Kairouan (= Les monuments historiques de la Tunisie Band 2). Ernest Leroux, Paris 1899 (Digitalisat).
- mit Ernest Gouwet, Gustave Hannezo: Musées de Sousse. (= Musées et collections archéologiques de l’Algérie et de la Tunisie Bd. 11). Ernest Leroux, Paris 1902.
- Rapport sur des inscriptions latines découvertes en Tunisie de 1900 à 1905. (= Nouvelles archives des missions scientifiques et littéraires. Band 15, Teil 4), Imprimerie nationale, Paris 1907 (Digitalisat).
- Afrique proconsulaire (Tunisie) (= Inventaire des mosaïques de la Gaule et de l’Afrique Band 2). Ernest Leroux, Paris 1910 (Digitalisat).
- mit Louis Poinssot, Alfred Merlin, Louis Drappier, Louis Hautecceur: Catalogue du Musée Alaoui. Supplement (Catalogue des musées et collections archéologiques de l’Algerie et de la Tunisie). Ernest Leroux, Paris 1910.

Aus dem Nachlass erschienen
- Le sanctuaire syrien du Janicule. Auguste Picard, Paris 1912 (Digitalisat).
- Basiliques chrétiennes de Tunisie (1892–1904). Auguste Picard, Paris 1913[2].
- Nécropoles puniques de Carthage. 2 Bände. Auguste Picard, Paris 1915 (Digitalisat Band 2).